# Bågnäbbad mesit
Bågnäbbad mesit (Monias benschi) är en fågel i familjen mesiter inom ordningen mesitfåglar.

## Utseende
Bågnäbbad mesit är en 32 centimeter lång märklig långbent ralliknande och marklevande fågel. Den är brungrå på rygg och hätta med ett långt mörkkantat vitaktigt ögonbrynsstreck och en lång nedåtböjd svartaktig näbb. Stjärten är rätt lång och fyllig, och de rosaaktiga benen är även de långa. Hanar är vitaktiga undertill med svarta halvmånar, medan honan är fläckig i rostbrunt och svart.

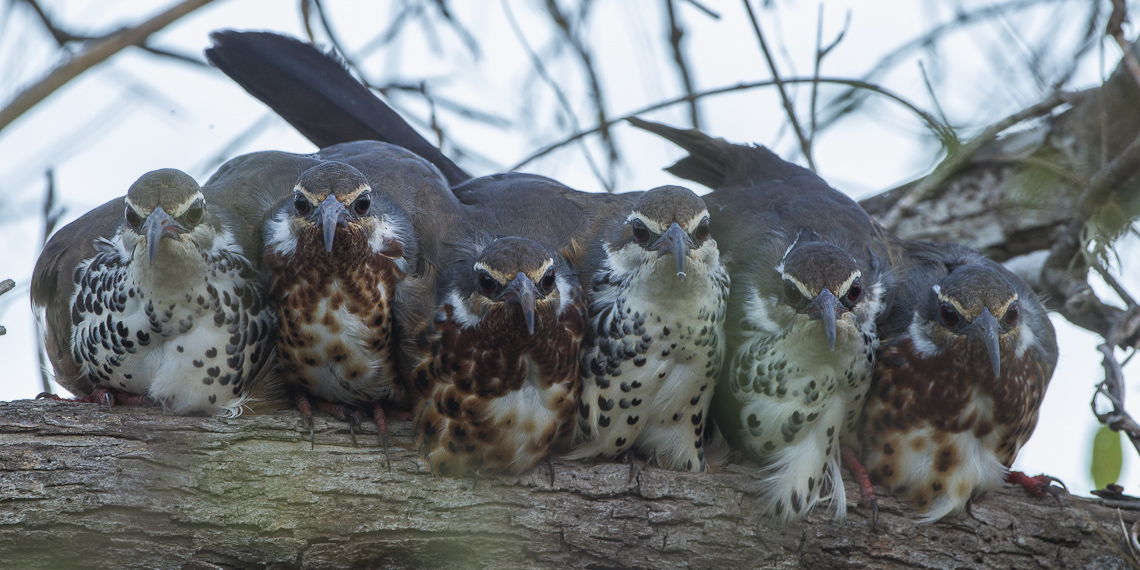

## Utbredning
Fågelns utbredningsområde är begränsat till torrskogarna i det kustnära låglandet mellan floderna Fiherenana och Mangoky på sydvästra Madagaskar, ursprungligen i ett 30-60 km brett och 200 km långt område.

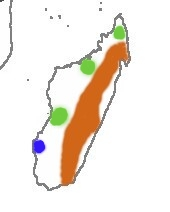
Utbredningskarta för de tre arterna mesiter, med bågnäbbad mesit markerat i blått.

## Systematik
Bågnäbbad mesit placeras som enda art i släktet Monias och behandlas som monotypisk, det vill säga att den inte delas in i några underarter. Den är en av tre arter i den udda fågelfamiljen mesiter som utgör en egen ordning. Länge placerades mesiterna tillsammans med rallarna i ordningen tran- och rallfåglar (Gruiformes) och kallades då duvrallar på svenska. Faktum är det gamla svenska namnet till viss del är systematiskt korrekt, eftersom DNA-studier visar att deras närmaste släktingar är just duvfåglar (Columbiformes), men även flyghönsfåglar (Pterocliformes).

## Ekologi
Bågnäbbad mesit förekommer endast i en för sydvästra Madagaskar unik torrskogsekoregion som kallas "spiny forest". Den använder sin långa näbb för att finna föda i och på marken. Den bågnäbbade mesiten är markbunden och flyger sällan och då endast för att komma upp till boet, sittpinnar eller för att undkomma predatorer. Arten lever av ryggradslösa djur, som insekter och insektslarver men i viss mån även frön.

### Häcking
Den bågnäbbade mesiten är polygam och kan häcka året om. Den lever i koooperativa häckningsgrupper på två till nio individer som tillsammans försvarar ett revir på 7-21 hektar. Mesiterna är ljudliga fåglar som försvarar sina revir med läten som påminner om sången från tättingar. Inom reviret byggs ett antal bon där en, men vanligtvis två ägg läggs.

## Status och hot
IUCN kategoriserar arten som sårbar med en kraftigt negativ utvecklingstrend och största hotet är habitatförstöring. 2002 uppskattades den totala populationen till 115 000 individer.